# Fort Le Saint-Eynard

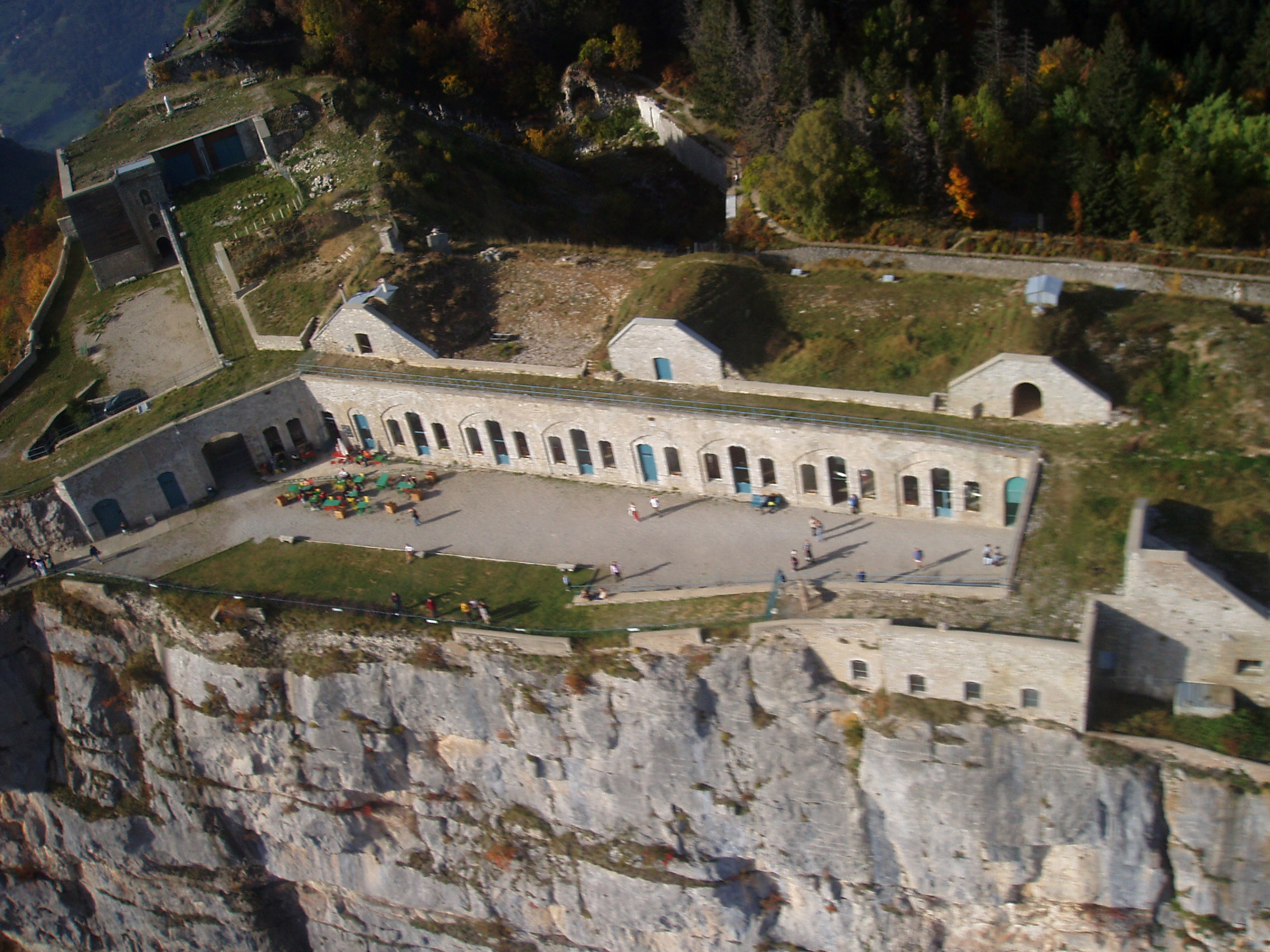
Fort Le Saint-Eynard aus der Luft

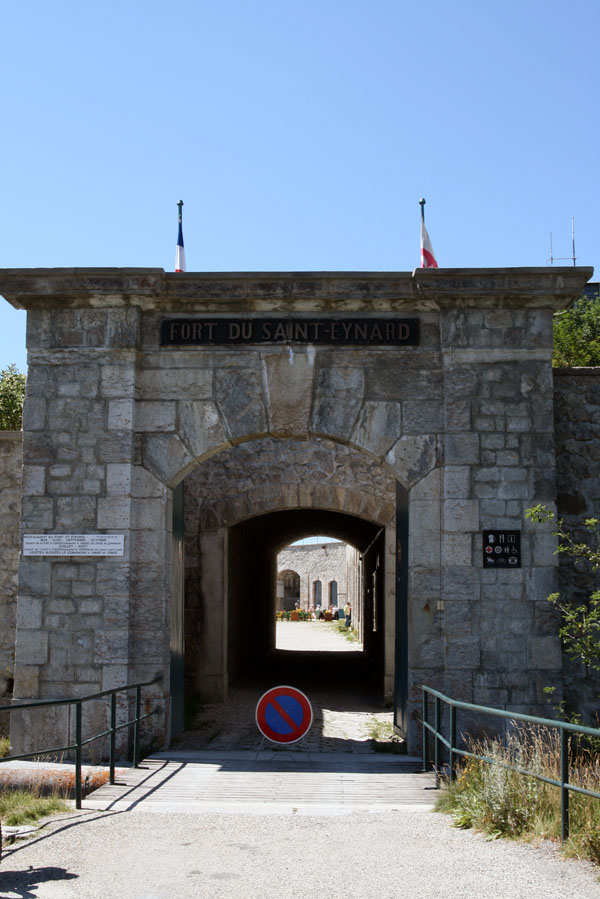
Eingang zum Fort

Das Fort Le Saint-Eynard (französisch Fort du Saint-Eynard) ist eine Befestigungsanlage aus dem 19. Jahrhundert im Département Isère in Frankreich, die zum Festungsgürtel um Grenoble gehört.

## Lage
Das Fort liegt auf dem nach dem Kartäusermönch St. Eynard benannten Mont Saint-Eynard in der Nähe seines Gipfels auf der Grenze der Gemeinden Le Sappey-en-Chartreuse und Corenc in 1338 m Höhe, oberhalb eines nach Südosten abfallenden Steilhangs. Nach Nordwesten ist es durch einen Geländeeinschnitt geschützt. Die Zufahrtsstraße ist im Winter für den Fahrzeugverkehr gesperrt.

## Geschichte
Politische Spannungen zwischen Frankreich und zunächst dem Königreich Sardinien, dann dem 1870 neu gegründeten Königreich Italien führten zum Bau mehrerer Befestigungsanlagen auf französischer Seite, darunter dem Festungsgürtel um Grenoble. Dieser wurde in das Befestigungssystem des Generals Séré de Rivières einbezogen und unter Oberst Cosseron de Villenoisy verwirklicht. Nach Vorstudien in den Jahren 1872 und 1873 wurde der Bau des Fort Le Saint-Eynard im Oktober 1874 genehmigt, im Juni 1875 begonnen und im Oktober 1879 beendet. Dazu wurden 27,44 ha Land angekauft und in drei Zonen mit zum Fort hin zunehmenden Nutzungseinschränkungen eingeteilt. Zahlreiche Arbeiter waren italienischer Herkunft. Zwischen 1892 und 1903 wurden Fotografien des Forts von Fesselballons aus aufgenommen.
Das Fort war für eine Garnison von 436 Soldaten, 26 Unteroffizieren und 15 Offizieren ausgelegt und war anfangs mit 19 Geschützen und sechs Mitrailleusen ausgerüstet. Der Kommunikation zwischen den Forts des Gürtels um Grenoble und mit weiteren Anlagen im Südosten Frankreichs dienten zunächst optische Telegraphen.
Aufgaben des Forts waren die Verteidigung des Zugangs zu Grenoble durch die Chartreuse und die Bewachung des Col de Porte, eines wichtigen Gebirgspasses auf der Straße aus Savoyen (die heutige D512), jedoch fanden im Ersten Weltkrieg keinerlei Kämpfe in seiner Nähe statt, und seine Geschütze wurden an die Front gesandt. Nach dem Ersten Weltkrieg wurde die Garnison stark reduziert und das Fort nahezu entwaffnet.
Um 1930 wurde von Genietruppen eine Materialseilbahn zum Col de Vence errichtet. Im Zweiten Weltkrieg wurde das Fort nach dem Waffenstillstand 1940 von italienischen Truppen besetzt, 1942 an das Vichy-Regime übergeben und nach der alliierten Landung in Italien 1943 von deutschen Truppen besetzt. Da es inzwischen obsolet geworden war, wurde es nach dem Zweiten Weltkrieg aufgegeben und 1963 an die benachbarten Gemeinden verkauft. 1991 bis 1995 wurden die meisten Gebäude gesichert und renoviert. Heute beherbergt das Fort ein Restaurant, eine Ausstellung und Versammlungsräume und ist vom 1. Mai bis zum 1. November für Besucher geöffnet.

## Bauten
Die drei zusammenhängenden Hauptgebäude mit Mannschafts- und Offiziersquartieren, Lagerräumen für Munition und Verpflegung, Küche, Bäckerei und Krankenstation sind aus Quadermauerwerk mit Gewölben errichtet. Die Pulverkammern wurden in den Felsen gehauen.